# Altura sobre el nivel del mar
La altura sobre el nivel del mar o simplemente altitud es una medida de la distancia vertical (altura, elevación o altitud) de un lugar respecto a un nivel del mar histórico que se toma como punto de referencia vertical. En geodesia, se formaliza como alturas ortométricas.
La combinación de la unidad de medida y la cantidad física (altura) se denomina «metros sobre el nivel del mar» en el sistema métrico decimal.
El nivel del mar se ve afectado por el cambio climático y otros factores a lo largo del tiempo. Por esta y otras razones, las mediciones registradas de la elevación sobre el nivel del mar en un momento histórico de referencia pueden diferir de la elevación real de un lugar determinado sobre el nivel del mar en un momento dado.

## Abreviatura
La abreviatura de la altura sobre el nivel del mar es a. s. n. m.